# Bois des Moutiers
El Bosque de los Moutiers en francés: Bois des Moutiers es un espacio verde y jardín botánico de unos 12 hectáreas de extensión, que se acondicionó de tal modo que la naturaleza diseñada y la vegetación salvaje se entremezclaran con los Rhododendron, azaleas y magnolias.
El "Bois des Moutiers" está formado por tres partes: jardines diseñados al estilo inglés, un extenso parque que da sobre el mar y una casa solariega, siempre habitada por la familia. El terreno del señorío está clasificado como « Jardin Remarquable»-Jardín notable.
Después de una inscripción en el Inventario Suplementario de los Monumentos históricos en 1992, ampliada por el conjunto del domaine (señorío), protección clasificada en la base Mérimée el 11 de diciembre de 2008, con referencia PA00101078.
El Bois des Moutiers es preservado desde hace dieciséis años por un pariente nieto el cual es arquitecto DPLG, artista y administrador del señorío, quién desea salvaguardarlo para las generaciones futuras.

## Localización
Bois des Moutiers, 76119 Varengeville-sur-Mer, Département de Seine-Maritime, Haute-Normandie, France-Francia.
Planos y vistas satelitales.49°54′42″N 0°58′59″E / 49.91167, 0.98306
Se encuentra abierto a diario en los meses cálidos del año.

## Historia

### El deseo de Guillaume Mallet
En 1898, Guillaume Mallet y Adelaïde Grunelius pasan a ser propietarios de un extenso valle que da sobre el mar. Adquieren el lugar aún en estado salvaje y, durante más de cuarenta años, procuran crear un gran parque.
Confían el diseño de los jardines a Gertrude Jekyll, una célebre paisajista del estilo inglés de jardinería, y la construcción de la residencia remodelada en estilo Arts and Crafts por un joven arquitecto británico de 25 años, Edwin Lutyens que se convirtió más tarde en uno de los más famosos arquitectos británicos en todas las épocas (Palacio del Virey y planes de la ciudad de Nueva Delhi…). Los dos artistas van a trabajar conjuntamente para elaborar una sola y armónica obra.
La casa, de un modernismo increíble, opera en el visitante una forma de magia, dejando una impresión indeleble. Gracias a acertadas investigaciones sobre la luz e informes arquitectónicos muy sutiles, ventanas abriéndose sobre el extenso panorama del parque y el mar, jardines cerrados prolongando exteriormente la intimidad de la casa, gracias al equilibrio entre espacios fluidos y otros más divididos, al refinamiento en la simplicidad. La vida en este lugar se organiza según las dimensiones humanas en torno a favorecer la atmósfera de estudio, las reuniones filosóficas o botánicas, de la música o las artes en general, en un ambiente amistoso y familiar, muy diferente al correspondiente a una vida mundana.
Así pues el "Bois des Moutiers" es también un instrumento al servicio de una causa, la causa de los teósofos (teosofía) de la cual los Mallet eran miembros:
- Formar un núcleo de la fraternidad universal,
- Fomentar el estudio comparado y transversal de las ciencias, de las religiones, de filosofías o artes,
-Prepararse a acoger nuevos descubrimientos los cuales ayudarían al hombre a aceptar facultades latentes útiles para su expansión.
El escritor británico John Ruskin, describe este arte de vivir ideal: Una totalidad de ser al mundo. « Pienso que si los hombres vivieran de verdad en hombres, sus residencias serían templos dentro de los cuales nos atreveríamos apenas a entrar y donde nos convertiríamos en santos por el único hecho de tener el permiso vivir».
Los Mallet eran amigos del gran religioso indio Jiddu Krishnamurti, a quien los teósofos consideraban como el futuro "maestro del mundo" (hasta que Krishnamurti los abandonó). En el mismo círculo teosófico, estaban también cercanos Emilie y Mary Lutyens, esposa e hija de Sir Edwin Lutyens.
La célebre Rukmini Devi Arundale, amiga de Gandhi, frecuenta igualmente el "Bois des Moutiers".
Combinando el alma, el espíritu y la forma, el "Bois des Moutiers" se ha creado como un conjunto coherente. Aquí se superan los conceptos de pertenencia religiosa, étnica y social. A través de las elecciones sutiles de los colores, texturas y formas surgen una división arquitectónica y paisajista de una sensibilidad inaudita. La presencia de Número de oro, de la geometría consagrada, de las cifras 2,3, 7… utilizados como una trama, un boceto sólo deja pocos lugares a la casualidad…
El "Bois des Moutiers" es un lugar simplemente de armonía.

« Este mundo es cada uno de nosotros; sentirlo, impregnarse verdaderamente de esta comprensión, con exclusión de cualquier otra, implica un sentimiento de gran responsabilidad y una acción que no debe ser fragmentaria sino global» Jiddu Krishnamurti.

### Distribución del señorío
La casa solariega se construye según los planes de Edwin Lutyens en el estilo Arts & Crafts. Este estilo se caracteriza por la voluntad de volver a dar a los materiales su primacía, por un deseo de crear obras simples únicas y William Morris, que era uno de los iniciadores de este movimiento, decía: “Intento hacer de cada uno de mis obreros a un artista, y cuando digo a un artista, quiero decir a un Hombre.”
La casa se concibe como una obra de pleno derecho donde cada detalle de mampostería o de ebanistería ha sido objeto de atención en su realización.
Es en el pueblo de Varengeville-sur-Mer, cerca de Dieppe, donde deciden establecerlo.
Afianzado su equilibrio en los bordes de los acantilados blancos de la Costa de Alabastro, este lugar cuenta entre sus visitantes regulares un gran número de hombres y mujeres especialmente famosos: Joseph Mallord William Turner, Claude Monet, Georges Braque, Joan Miró, Pablo Ruiz Picasso, Fernand Léger, Auguste Rodin, Claude Debussy, Maurice Ravel, Eric Satie, Albert Roussel, Jacques Prévert, André Breton, Jean Cocteau, André Gide, Virginia Woolf et de Jean Francis Auburtin.
Hay que señalar que entre esta lista impresionante de artistas, algunos determinados eran especialmente próximos a G. Mallet: Marcel Proust, Jacques-Émile Blanche y Apel·les Fenosa.
Los siete niveles de ajardinamiento realizados por Gertrude Jekyll son espacios cerrados que rodean la residencia. En el momento de su creación Gertrude Jekyll trabajó en una armonización de las formas, de los colores y perfumes con el fin de crear una atmósfera diferente en cada uno de los espacios verdes.

Desde los jardines junto a la casa, el parque desciende hacia el mar en un vallejo arcilloso. La naturaleza ácida del suelo es propicia a la introducción de numerosas especies raras como el rhododendron de los Himalayas, de las azaleas de China o de las eucryphias de Chile.

La concepción del parque es el fruto de la sensibilidad de Guillaume y d’Adélaïde. En él se plasma como un ejemplo primigenio de este nuevo arte de los jardines nacido en Surrey en Inglaterra a finales del siglo XIX. Concebido como un cuadro vivo con efectos de bordados y tapicerías, las influencias de Turner, y de los artistas de la Hermandad Prerrafaelita, Dante Gabriel Rossetti, Edward Burne-Jones(l'Adoration-des-mages commandé pour le Bois des Moutiers)-, Arthur Rackham, Robert Anning Bell y de Aubrey Beardsley están por todas partes presentes. El objetivo de estos artistas iba dirigido a todas las facultades del Hombre a través de su espíritu, su inteligencia, su memoria, su conciencia, su corazón… y no solamente a lo que el ojo ve.

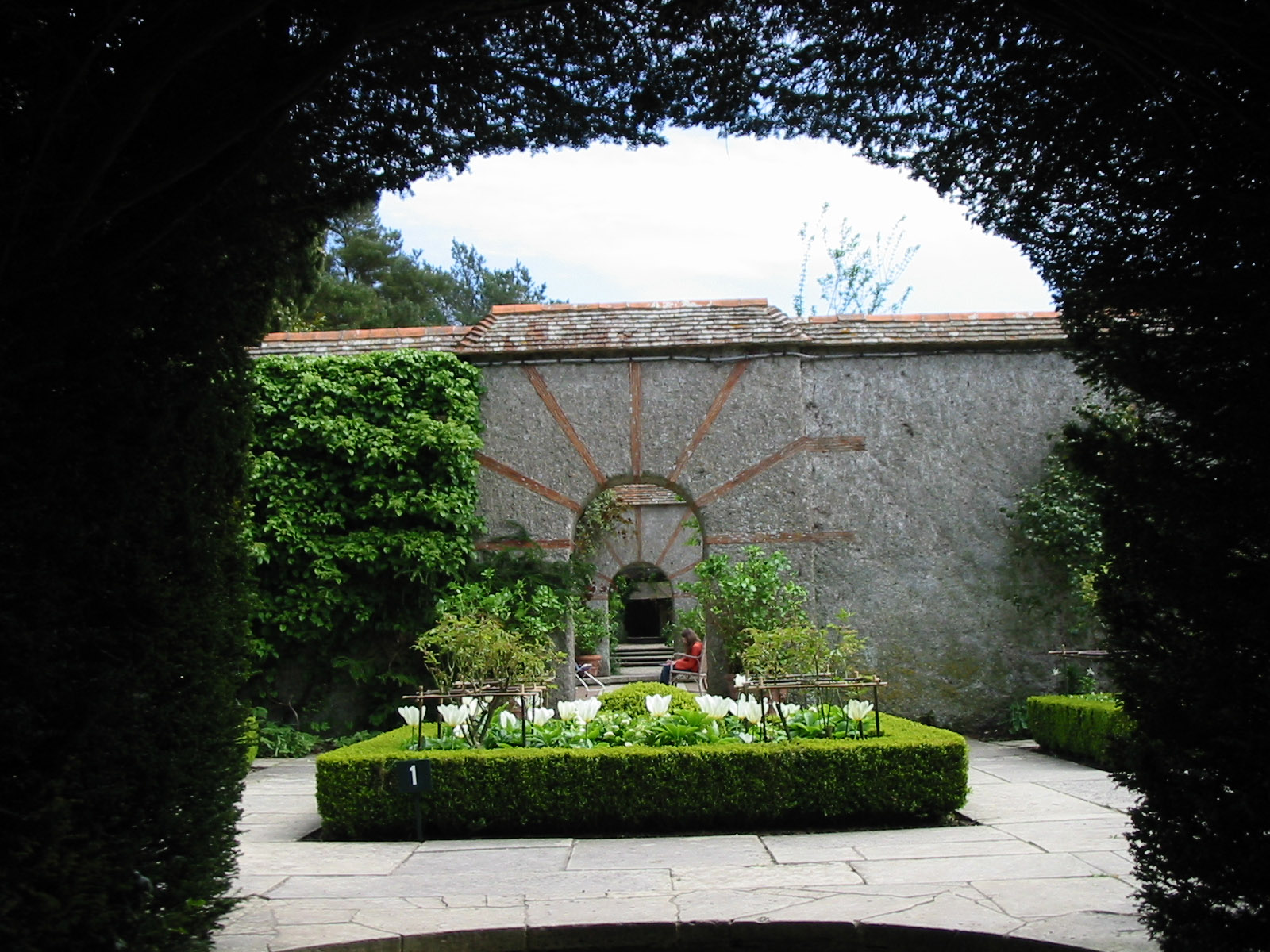
Cuatro claustros

Una de las magias de este jardín reside seguramente en los encuentros que allí se han hecho, y a veces, con un poco de oportunidad, en el encuentro con "soi-même".
Jean Cocteau, entonces con 24 años, menciona en el 'Potomak' su visita al "Bois des Moutiers" con sus amigos:
« Era, Persicaria (Gide), un extenso señorío, al crepúsculo: una paleta de la noche. No se entendía el mar. Se cruzaban, sí me encuentro, cuatro pequeños patios de claustro a la italiana. Espere, torcemos a la derecha… y un joven Indio huye por pies… un patio de volubilis y heliotropos… cuento siete marchas. Nos propusimos jugar al piano»
El joven indio en cuestión de 18 años era Jiddu Krishnamurti.
Las composiciones naturales ocupan los efectos de masas, de contrastes, la elección de los colores, pigmentos a veces con tonos pastel están en perfecta armonía con el mar muy cercano y sus colores lechosos. Todo es diálogo, poesía, encuentros extraordinarios, se utiliza la luz sin cesar cambiante como argamasa, inhalando la vida por pequeñas teclas o grandes efectos. Hay presentes múltiples esencias procedentes del mundo: los cedros del Atlas, los rhododendron de los Himalayas, las azaleas de China y Turquía, eucryphia de Chile, los arces de Japón…
Según Mary Mallet « es el jardín mismo el que nos inspira, no está nunca estático, vive, muere y se transforma bajo nuestros ojos. El no nos pertenece, es más bien nosotros quienes le pertenecemos».

### Apertura al público
En 1946, mueren Guillaume Mallet y su esposa. El Bois des Moutiers sufrió numerosos daños durante la guerra. La familia se moviliza para volver a poner el señorío en su esplendor.
En 1970, la familia Mallet abre las puertas de su propiedad al público. El "Bois des Moutiers" es el primer jardín privado de Francia accesible a la visita.
Muy tempranamente es considerado como uno de los jardines más bonitos de Francia y se lo clasifica como Monumento histórico de Francia en 1975 antes de obtener la etiqueta Jardín notable.
Desde su apertura, cerca de dos millones de personas visitaron el parque.
Algunos detalles en el "Bois des Moutiers".

Detalles
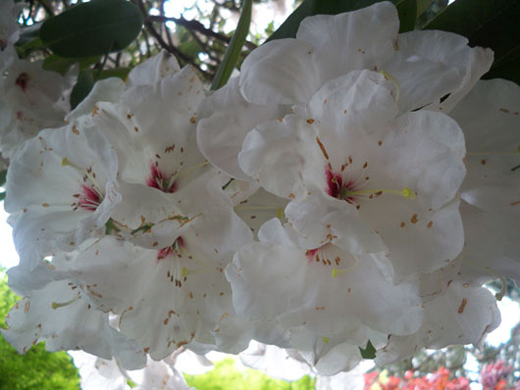
Rhododendron.
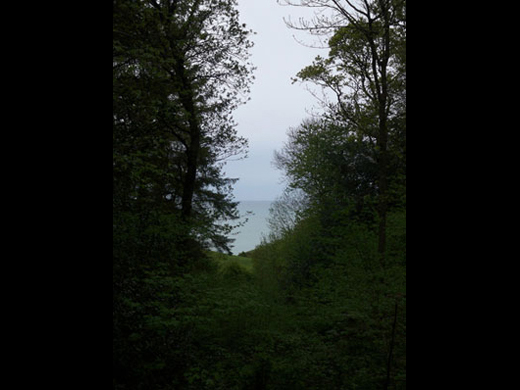
El Bois des Moutiers se asoma al mar
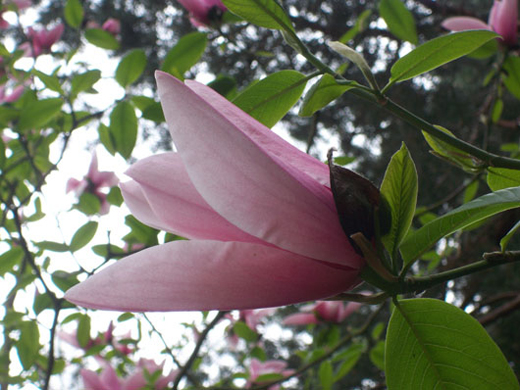
Un de las magníficas magnolias que se pueden ver en el Bois des Moutiers
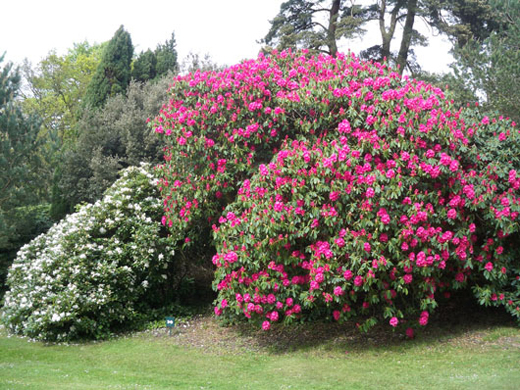
Un gran rhododendron bordea un claro en el Bois des Moutiers

### Artículo
- Philippe Seulliet, La saga du bord de mer, Vogue Décoration número 10, mayo de 1987, pag. 144 a 153